# Retford (stacja kolejowa)
Retford (ang: Retford railway station) – stacja kolejowa w Retford, w hrabstwie Nottinghamshire, w Anglii, w Wielkiej Brytanii. Znajduje się na East Coast Main Line, 223 km od London Kings Cross oraz 28 km od Doncaster. Położona jest również na Sheffield to Lincoln Line, 37 km na południowy wschód od Sheffield.
Składa się z czterech peronów, z których dwa służą East Coast Main Line, podczas gdy dwa inne położone są na niższym poziomie i pod kątem prostym do dwóch pierwszych na Sheffield to Lincoln Line.
Na przełomie 2008/09 z usług stacji skorzystało 0,421 mln pasażerów.